# Alin Rațiu
Alin Robert Rațiu (n. 14 septembrie 1982, București) este un fost fotbalist român, care a evoluat pe postul de fundaș central.